# Xã Boyesen, Quận Bowman, Bắc Dakota
Xã Boyesen (tiếng Anh: Boyesen Township) là một xã thuộc quận Bowman, tiểu bang Bắc Dakota, Hoa Kỳ. Năm 2010, dân số của xã này là 23 người.